# Hanna Risku
Hanna Risku (Mikkeli, 27 aprile 1967) è una docente finlandese, ricercatrice nel campo della scienza della traduzione.
È a capo del gruppo di ricerca socio-cognitiva sulla Scienza della traduzione (SOCOTRANS) presso l'Università di Vienna. Le sue aree di ricerca includono la traduzione e l'apprendimento situato, l'etnografia, la ricerca sui luoghi di lavoro, le reti di traduzione e l'esperienza traduttiva. Precedentemente al suo lavoro a Vienna, è stata professoressa di Scienza della Traduzione presso l'Università di Graz, professoressa di scienze cognitive applicate e comunicazione specialistica, capo del Dipartimento per la gestione della conoscenza e della comunicazione e vicerettrice presso la Danube University Krems; professoressa ospite presso l’Università di Aarhus in Danimarca, e docente in diverse università in Austria, Finlandia e Svezia.
La professoressa Risku ha ricoperto il ruolo di co-redattrice di Fachsprache - International Journal of Specialized Communication e presidente dell'Associazione di Categoria Europea per la Comunicazione Specialistica (TCeurope). Nel 2010, ha ricevuto il premio TCeurope Award for Services to Technical Communication in Europe. Nel 2016 fu invitata presso la Finnish Academy of Sciences. Risku è membro della EST, di Tekom e della Rete internazionale di traduzione, Ricerca, Empirismo e Appendimento (TREC).
Nel 2023 è stata professoressa di cattedra di CETRA, Scuola Estiva di Ricerca sulla Scienza della Traduzione.

## Formazione
Nel 1986, Hanna Risku si diplomò presso l'Istituto Superiore di Mikkeli. Studiò Traduzione e Interpretariato: Tedesco e Inglese presso l’Istituto di Scienza della Traduzione dell'Università di Tampere. Nel 1996, completò la sua tesi presso l'Università di Vienna e nel 2003 ricevette la sua abilitazione in Scienza della Traduzione presso la Facoltà di Scienze Culturali e Umanitarie nella medesima università.
Il finlandese è la sua lingua madre, mentre il tedesco e l'inglese sono le sue lingue di lavoro. Possiede inoltre un'ottima padronanza dello svedese e conoscenze basilari di francese ed estone.

## Progetti di ricerca
Hanna Risku ha preso parte a numerosi progetti di ricerca nei seguenti campi: apprendimento, traduzione, competenze traduttive, documentazione specialistica, gestione delle informazioni e gestione dei progetti nel processo traduttivo.
Questi includono il progetto "ViADUKT - Comprehensible Information Design for Corporate Communication Technology", (Progettazione di informazioni comprensibili per la tecnologia di comunicazione aziendale), ed il progetto "Translation management: a follow-up study", (Gestione della Traduzione: uno studio di approfondimento), i quali analizzavano le funzioni, le competenze e il coordinamento del lavoro dei responsabili della traduzione ed esaminavano i cambiamenti nelle modalità di lavoro delle agenzie di traduzione.
Dal 2014 al 2017 Risku ha ricevuto un finanziamento da parte del Fondo austriaco per la scienza (FWF) per il progetto "Extended translation: Socio-cognitive translation processes in the workplace" (Traduzione estesa: processi di traduzione socio-cognitiva sul posto di lavoro).
Risku è responsabile del progetto "Retrex: Rethinking translation skills: a workplace study", (Ripensare alle competenze per la traduzione: uno studio sul posto di lavoro), un’attività attuale che si focalizza sulle competenze per la traduzione o le abilità in contesti autentici lavorativi.

## Pubblicazioni
Alcune pubblicazioni di Risku includono:
- Translatorische Kompetenz: Cognitive Grundlagen des Übersetzens als Expertentätigkeit. Stauffenburg, Tübingen, 1998.
- Interkulturelle Fachkommunikation als cooperativa Textgestaltung. Habilitation thesis. Faculty of Humanities and Cultural Studies, University of Vienna, 2002.
- Translation management. Intercultural specialized communication in the information age. Narr, Tübingen, 2016.

Oltre ai volumi monografici, Hanna Risku scrisse numerosi articoli scientifici e recensioni per riviste ed antologie. Pubblicò, inoltre, le seguenti opere:
- Risku, H. & Peschl, M. F. (eds.) 2010. Kognition und Technologie im kooperativen Lernen: Vom Wissenstransfer zur Knowledge Creation. Göttingen: Vienna University Press.
- Risku, H., Windhager, F., Mayr, E. & Smuc, M. 2011. An Extended Model of Knowledge Communication: The Situational View of Dealing with Asymmetries. In: Fachsprache: International Journal of Specialized Communication. pp.168-186.
- Risku, H. 2012. The Ecyclopedia of Applied Linguistics. Chapelle, C. A. (ed.) Oxford, UK: Wiley-Blackwell, p.675-684..
- Risku, H., Rogl, R., Milosevic, J. 2017. Translation Practice in the Field: Current Research on Socio-Cognitive Processes. In: Special Issue of Translation Spaces 6, 1, p. 3-26